# ゲオルク・ニーダーマイアー
ゲオルク・ニーダーマイアー（Georg Niedermeier、1986年2月26日 - ）は、西ドイツ・ミュンヘン出身のサッカー選手。ポジションはディフェンダー。姓はニーダーマイヤー、名はゲオルグと表記される場合もある。

## 経歴
1995年からバイエルン・ミュンヘンのユースチームに所属、2003年にバイエルン・ミュンヘンIIへ昇格した。その後2008年にトップチームに昇格したが、試合への出場機会は無かった。2009年1月30日にVfBシュトゥットガルトへ2010年6月末までの期限付き移籍をする。シュトゥットガルトではセンターバックとしてスタメンに定着。2010年2月には2014年6月末までの4年契約でシュトゥットガルトへ完全移籍した。2016年6月、契約満了により退団。2016年8月31日、SCフライブルクへフリーで移籍した。
2018年7月、メルボルン・ビクトリーFCと1年契約を結んだ。